# 1992-es magyar birkózóbajnokság
Az 1992-es magyar birkózóbajnokság a nyolcvanötödik magyar bajnokság volt. A kötöttfogású bajnokságot február 22-én rendezték meg Kalocsán, a szabadfogású bajnokságot pedig február 29-én Túrkevén.

## Eredmények

### Férfi kötöttfogás
| Versenyszám | Arany                           | Arany | Ezüst                              | Ezüst | Bronz                           | Bronz |
| ----------- | ------------------------------- | ----- | ---------------------------------- | ----- | ------------------------------- | ----- |
| 48 kg       | Óváry László BVSC               |       | Faragó József Vasas SC             |       | Marosvölgyi János BVSC          |       |
| 52 kg       | Bíró László Ferencvárosi TC     |       | Hamzók József Kalocsa SE           |       | Szabó Róbert Tatabányai Bányász |       |
| 57 kg       | Sike András Ferencvárosi TC     |       | Cseri Attila Ferencvárosi TC       |       | Tihanics Tibor Vasas SC         |       |
| 62 kg       | Bódi Jenő Bp. Spartacus         |       | Ubrankovics Zoltán Ferencvárosi TC |       | Cseh Gábor Dunaferr SE          |       |
| 68 kg       | Repka Attila Diósgyőri BC       |       | Szpiszár Ferenc Újpesti TE         |       | Lakatos Zoltán BVSC             |       |
| 74 kg       | Takács János Vasas SC           |       | Puksa Ferenc Csepel SC             |       | Henger István BVSC              |       |
| 82 kg       | Garamvölgyi Gábor Csepel SC     |       | Ignácz Zoltán Kecskeméti SC        |       | Märtz József Újpesti TE         |       |
| 90 kg       | Komáromi Tibor Ferencvárosi TC  |       | Farkas Péter Újpesti TE            |       | Gelénesi Nándor Csepel SC       |       |
| 100 kg      | Növényi Norbert Ferencvárosi TC |       | Kovács Tibor Dunaferr SE           |       | Major Sándor BVSC               |       |
| 130 kg      | Szegvári Lajos Újpesti TE       |       | Mucsi Zoltán Dunaferr SE           |       | Valentényi Sándor Dunaferr SE   |       |

Megjegyzés: 52 kg-ban eredetileg Vadász Csaba (Dunaferr SE) jutott a döntőbe, de kizárták.

### Férfi szabadfogás
| Versenyszám | Arany                         | Arany | Ezüst                            | Ezüst | Bronz                          | Bronz |
| ----------- | ----------------------------- | ----- | -------------------------------- | ----- | ------------------------------ | ----- |
| 48 kg       | Marosvölgyi János BVSC        |       | Óváry László BVSC                |       | Pillik József Csepel SC        |       |
| 52 kg       | Bíró László Ferencvárosi TC   |       | Nyíri Béla László Diósgyőri BC   |       | Szabó Lajos Haladás VSE        |       |
| 57 kg       | Nagy Béla Csepel SC           |       | Juhász László BVSC               |       | Tihanics Tibor Vasas SC        |       |
| 62 kg       | Schmidgunszt László Csepel SC |       | Márkus Rudolf Ferencvárosi TC    |       | Balogh János Szegedi VSE       |       |
| 68 kg       | Orbán József Csepel SC        |       | Elekes Endre Csepel SC           |       | Polyák Imre BVSC               |       |
| 74 kg       | Mészáros István Csepel SC     |       | Berecz Sándor Diósgyőri BC       |       | Lakatos Győző Diósgyőri BC     |       |
| 82 kg       | Dvorák László BVSC            |       | Lőrinczi Attila Honvéd Szondi SE |       | Irinyi István Diósgyőri BC     |       |
| 90 kg       | Tóth Gábor Csepel SC          |       | Bacsa Péter Honvéd Szondi SE     |       | Márkus Csaba Szegedi VSE       |       |
| 100 kg      | Kiss Sándor Ferencvárosi TC   |       | Komáromi Tibor Ferencvárosi TC   |       | Robotka István Csepel Autó VSE |       |
| 130 kg      | Gombos Zsolt BVSC             |       | Valentényi Sándor Dunaferr SE    |       | Glázer József Csepel SC        |       |